# Morti nel 1720
| Questa pagina contiene informazioni ricavate automaticamente dalle voci biografiche con l'ausilio del template Bio e di un bot. L'aggiornamento è periodico e automatico e ricostruisce completamente la pagina. Se manca una persona in questa lista, sei pregato di non aggiungerla, ma accertati piuttosto che la sua voce biografica contenga il template Bio e che i dati anagrafici siano correttamente compilati. Se il template Bio manca, inseriscilo tu stesso o, in alternativa, metti l'avviso {{tmp\|Bio}} che ne segnala la mancanza. Se i dati riportati sono sbagliati, correggi direttamente la voce biografica; le modifiche saranno visibili in questa lista entro pochi giorni. Per chiarimenti vedi il progetto biografie. La lista contiene solo le 79 persone che sono citate nell'enciclopedia e per le quali è stato implementato correttamente il template Bio. Pagina aggiornata al 18 giu 2025. |

## Gennaio(9)
- 1º gennaio - Franz Daniel Pastorius, avvocato, scrittore e funzionario tedesco (n. 1651)
- 10 gennaio - Joseph-Emmanuel de La Trémoille, cardinale e arcivescovo cattolico francese (n. 1659)
- 16 gennaio - Vincenzo Leonio, poeta italiano (n. 1650)
- 19 gennaio - Eleonora del Palatinato-Neuburg (n. 1655)
- 20 gennaio - Giovanni Maria Lancisi, medico italiano (n. 1654)
- 20 gennaio - Angelo Paoli, religioso italiano (n. 1642)
- 22 gennaio - Brigida Pico della Mirandola, politica italiana (n. 1633)
- 27 gennaio - Maria Eleonora d'Assia-Rotenburg, principessa tedesca (n. 1675)
- 31 gennaio - Thomas Grey, II conte di Stamford, nobile e politico britannico (n. 1654)

## Febbraio(7)
- 6 febbraio - Johann Christoph Pfaff, teologo tedesco (n. 1651)
- 14 febbraio - Antonio Felice Ferrari, pittore italiano (n. 1667)
- 16 febbraio - Antonin Cloche, religioso francese (n. 1628)
- 18 febbraio - Marino III Caracciolo, V principe di Avellino, principe, militare e diplomatico italiano (n. 1668)
- 19 febbraio - Antonio Ottoboni, nobile e generale italiano (n. 1646)
- 22 febbraio - Giorgio VII d'Imerezia, re
- 27 febbraio - Samuel Parris, pastore protestante inglese (n. 1653)

## Marzo(6)
- 13 marzo - Kazimierz Jan Sapieha, nobile e ufficiale polacco (n. 1637)
- 15 marzo - Luigi Priuli, cardinale italiano (n. 1650)
- 21 marzo - Alessandro Diacono, religioso russo (n. 1674)
- 21 marzo - Maria Anna di Borbone-Conti, nobile francese (n. 1689)
- 26 marzo - Pietro Giovanni Guarneri, artigiano, liutaio e musicista italiano (n. 1655)
- 26 marzo - José Guerrero de Torres, vescovo cattolico spagnolo (n. 1641)

## Aprile(5)
- 6 aprile - Orazio Marinali, scultore italiano (n. 1643)
- 9 aprile - Gaspare Altieri, I principe di Oriolo, nobile italiano (n. 1650)
- 17 aprile - James Drummond, II duca di Perth, nobile scozzese (n. 1673)
- 20 aprile - George Gordon, I conte di Aberdeen, nobile scozzese (n. 1637)
- 29 aprile - Erdmute Dorotea di Sassonia-Zeitz, principessa tedesca (n. 1661)

## Maggio(3)
- 5 maggio - Giovanni Agostino Cassana, pittore italiano
- 9 maggio - Ümmügülsüm Sultan, principessa ottomana
- 16 maggio - Giovanni Battista Costantini, attore teatrale italiano (n. 1654)

## Giugno(3)
- 3 giugno - Cristoforo Munari, pittore italiano (n. 1667)
- 19 giugno - Robert Knox, viaggiatore e scrittore scozzese (n. 1640)
- 27 giugno - Guillaume Amfrye de Chaulieu, poeta francese (n. 1639)

## Luglio(3)
- 7 luglio - Maria Barbara Bach, nobile tedesca (n. 1684)
- 18 luglio - Louis Abry, pittore e scrittore belga (n. 1643)
- 21 luglio - Giovanni Francesco Bembo, vescovo cattolico italiano (n. 1659)

## Agosto(7)
- 3 agosto - Anthonie Heinsius, politico olandese (n. 1641)
- 5 agosto - Anne Finch, poetessa britannica (n. 1661)
- 9 agosto - Simon Ockley, orientalista e storico inglese (n. 1678)
- 17 agosto - Anne Le Fèvre Dacier, traduttrice e filologa classica francese (n. 1647)
- 18 agosto - Gianfrancesco Gonzaga, nobile e militare italiano (n. 1674)
- 19 agosto - Stefano Onorato Ferretti, doge italiano (n. 1640)
- 20 agosto - Jean L'Archevêque, esploratore, militare e mercante francese (n. 1672)

## Settembre(5)
- 3 settembre - Henri de Massue, militare britannico (n. 1648)
- 9 settembre - Philippe de Courcillon, ufficiale e scrittore francese (n. 1638)
- 15 settembre - Rocco Stella, nobile e militare italiano (n. 1662)
- 18 settembre - Martin Charbonnier, architetto del paesaggio francese (n. 1655)
- 25 settembre - Pietro degli Antoni, compositore e musicista italiano (n. 1639)

## Ottobre(3)
- 10 ottobre - Antoine Coysevox, scultore francese (n. 1640)
- 20 ottobre - Casimir Freschot, storico e traduttore francese
- 25 ottobre - Antoine Charles IV de Gramont, diplomatico francese (n. 1641)

## Novembre(6)
- 12 novembre - Peter Tordenskjold, ammiraglio norvegese (n. 1690)
- 16 novembre - Mateo de la Mata Ponce de León, spagnolo
- 18 novembre - Calico Jack, pirata britannico (n. 1682)
- 19 novembre - Lorenzo Casoni, cardinale e arcivescovo cattolico italiano (n. 1645)
- 26 novembre - Giovanni Battista Giberti, vescovo cattolico italiano (n. 1632)
- 27 novembre - Domenico Federici, diplomatico e letterato italiano (n. 1633)

## Dicembre(2)
- 22 dicembre - Luigi Caroelli, giurista e avvocato italiano (n. 1644)
- 29 dicembre - Maria Margaretha Kirch, astronoma tedesca (n. 1670)

## Senza giorno specificato(20)
- Giovanni Battista Aliprandi, architetto italiano (n. 1665)
- Jeanne Bourguignon Olivier Pitel de Beauval, attrice teatrale francese (n. 1647)
- Abdul-Qādir Bēdil, poeta persiano (n. 1644)
- Pieter van Bloemen, pittore e incisore fiammingo (n. 1657)
- John Cary, mercante, scrittore e economista inglese (n. 1649)
- Lorenzo Comendich, pittore italiano (n. 1675)
- Elijah di Fulda, rabbino e religioso ucraino (n. 1650)
- Paris Maria Fossa, religioso e poeta italiano (n. 1650)
- Sebastiano Giribaldi, teologo italiano (n. 1643)
- Antoine Hamilton, scrittore irlandese (n. 1646)
- Ferdinand Ernst Karl Herberstein, matematico e militare tedesco
- Jean Hotteterre, musicista e compositore francese
- Henrik König, mercante svedese (n. 1642)
- Muhanna bin Sultan, sovrano omanita
- Laura Pico della Mirandola, nobile italiana (n. 1660)
- Ramon Perellos y Roccaful, militare spagnolo (n. 1635)
- Francesco Veracini, compositore e violinista italiano (n. 1638)
- Giuseppe Zanatta, pittore italiano (n. 1634)
- Giuseppe Zatrillas, poeta e politico italiano (n. 1648)
- Nicolas de Fer, cartografo, geografo e incisore francese (n. 1646)